# Hohokam
Hohokam és el nom que s'ha donat a una de les àrees culturals arqueològiques de l'antiga Oasiamèrica. Algunes variants en l'escriptura d'aquesta paraula són hohoan, hobokam, huhugam i huhukam. En la dècada de 1930 es van establir els criteris per a la diferenciació d'aquesta cultura ameríndia pel que fa a altres de la regió oasiamericana, sobretot amb base en els treball de Harold S. Gladwin. A ell es deu el nom amb què coneixem l'àrea cultural en qüestió, que prové de l'o'odham i significa els que se'n van anar. La cultura hohokam està relacionada amb un conjunt de jaciments arqueològics de la baixa vall del riu Gila i altres parts del desert de Sonora. És probable que els portadors d'aquesta cultura siguin els ancestres dels pimes i Tohono O'odham que viuen actualment a Arizona i Sonora.

## Trets principals de la cultura hohokam

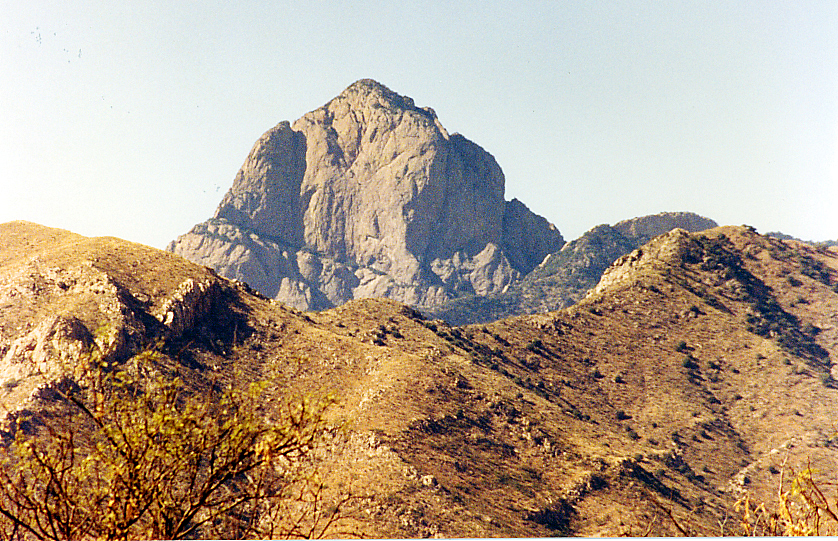
Formació rocallosa al desert de Sonora (Arizona).

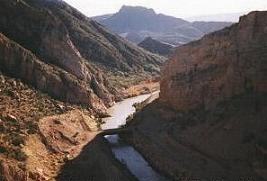
El riu Gila fou el principal recurs que permeté el desenvolupament de la cultura hohokam al desert de Sonora.

La tradició hohokam es va desenvolupar en els cursos baixos dels rius Gila i Salado, abastant el sud del desert de Sonora, en parts del territori dels estats d'Arizona (Estats Units), Sonora i Chihuahua (Mèxic). Van construir una àmplia xarxa de canals, encara mancant de maquinària i d'animals de tir; mateixa que els va permetre el desenvolupament de l'agricultura. Es compta amb evidència que els hohokam van conrear varietats de cotó, tabac, magüey, blat de moro, frijols i pitahaya, així com altres plantes natives del desert sonorenc. La pràctica de l'agricultura basada en un sistema de reg, vital en un ambient natural hostil, els va permetre l'exercici d'altres activitats, específicament la guerra.
No obstant això, com en el cas de les altres cultures oasiamericanes, l'agricultura no era suficient per al manteniment d'una població de les magnituds dels assentaments hohokam, per la qual cosa havien de completar la seva subsistència amb productes provinents de la recol·lecció i cacera. A més, mantenien contactes comercials amb Mesoamèrica, a la qual exportaven turquesa —mineral molt apreciat per les cultures d'aquesta regió. Testimoniatge de l'anterior és la presència de paletes d'estil hohokam per a la preparació de pigments a l'àrea de Guerrero; o bé, la presència d'alguns elements de les cultures mesoamericanas a l'àrea hohokam, com la pràctica del joc de pilota, les plataformes escalonades i alguns elements d'iconogràfics mesoamericans que s'han trobat en la ceràmica hohokam.
Els assentaments dels pobles hohokam eren molt semblants a una ranxeria, i es localitzaven prop de les terres de labor. Aquests nuclis de població estaven composts per diversos edificis properament agrupats. Cadascuna de les cases dels assentaments era construïda en un pou de mitja profunditat, i en general no posseïen més d'una estada —excepte en l'últim període de la seqüència cronològica de la cultura hohokam. El jaciment arqueològic més conegut d'aquesta cultura és Snaketown (Arizona).
Entre les pràctiques culturals més representatives dels hohokam es troba la cremació dels morts, les cendres dels quals eren dipositades en sepultures i, en alguns, casos en recipients de ceràmica. Els ossos dels morts i les urnes de cendres eren acompanyats per ofrenes a les divinitats de la mort, entre les quals s'incloïen joies i peces de terrisseria. La ceràmica hohokam es distingeix per l'ocupació d'una argila fina que és pròpia de la regió, que es barrejava amb certs minerals. La decoració més característica era de motius vermells que s'obtenien mitjançant l'aplicació d'òxid de ferro com a pigment. Predominen els motius geomètrics, encara que alguns d'ells són en realitat representacions d'animals propi de la fauna local.

## Seqüència arqueològica de la cultura hohokam

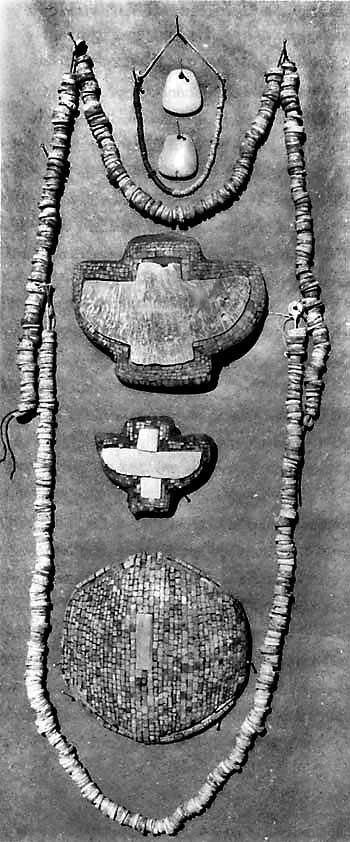
Mosaic de turquesa hohokam.

Fora d'aquesta regió, és necessari tenir en compte certs desfasaments ocasionats pel contacte entre els hohokam i pobles anasazi, mogollon i pataya.

### Període Pioner (segles II-VIII dC)
Els primers hohokam vivien com a agricultors en petita escala de blat de moro i frijol, i se situaven en el curs mitjà del riu Gila. Els assentaments es localitzaven prop de les terres pròpies per a l'agricultura, amb accés fàcil als recursos hídrics amb propòsits d'irrigació. Els hohokam van construir pous d'una profunditat gairebé sempre menor a tres metres, dels quals obtenien aigua per a consum domèstic. Les habitacions hohokam en aquest període van ser construïdes amb branques tortes i la seva planta era semicircular. Les enramades eren recobertes amb petits trossos de fusta, canyes i llot.
L'activitat agrícola va tenir un període de creixement entre els segles IV i VI de nostra era, època en què els hohokam van incorporar al seu repertori de cultius altres plantes que probablement hagin conegut per mitjà dels seus contactes amb Mesoamèrica i l'àrea Mogollon. Aquests nous cultius incloïen el cotó i el frijol tépari. Hi ha proves que practicaven el comerç amb els pobles del golf de Califòrnia (pataya). Les llavors i els grans per al consum humà eren processats mitjançant l'ocupació de metates i altres artefactes lítics. En el període Pioner, la ceràmica hohokam mancava d'adorns i era emprada amb propòsits d'emmagatzematge, cuina i com a urnes funeràries. Entre els artefactes produïts amb finalitats rituals es troben incensaris antropomorfs i figuretes amb forma humana.

### Període Colonial (segles VIII-X)
El període Colonial es caracteritza per una expansió de la societat hohokam. Els assentaments van augmentar de grandària, i es tenen indicis d'estratificació social, com la construcció de cases-habitació de gran grandària i ofrenes cada vegada més grans i elaborades a les divinitats de la mort. La influència mesoamericana tendeix a incrementar-se, en aquest període que coincideix amb el declivi de Teotihuacan i els últims anys del Clàssic mesoamericà. En els poblats més grans es van construir les primeres pistes per a la pràctica del joc de pilota, ritual importat de les cultures mesoamericanrs. La ceràmica hohokam incorpora la decoració amb pigments de ferro, que produeixen la característica combinació vermell sobre negre.

### Període Sedentari (segles X-XII)
Durant el període Sedentari, es va incrementar la població dels assentaments hohokam, la qual cosa va ocasionar al seu torn diversos canvis en l'estructura social i la cultura d'aquests pobles. Les séquies i altres construccions van haver de ser ampliades, la qual cosa al seu torn va requerir major inversió de treball en el seu manteniment. L'ampliació del sistema de canals a la vall del Gila va tenir com a conseqüència el creixement de la superfície cultivable. Les habitacions típiques dels poblats hohokam, construïdes en pous circulars, ja no es construïen amb bahareque, sinó amb tova de caliche. Els poblats-ranxeria van créixer al voltant de nuclis de terra de cultiu de propietat comuna, la qual cosa revela un increment de les activitats econòmiques comunitàries. En la preparació dels aliments, els hohokam van incorporar en aquest període l'ocupació de forns de terra per cuinar pa i carn.
L'artesania dels hohokam es va refinar en aquest període, donant lloc a una tradició artística molt particular d'aquests pobles. Al voltant del segle xi els hohokam van descobrir la tècnica d'aiguafort. Els artesans produïen joies amb petxines de mol·luscs, pedres i os, i van produir en el període Sedentari les primeres talles en pedra d'aquesta cultura. També els tèxtils de cotó van tenir en el Sedentari una època de gran desenvolupament. Tot l'anterior sembla haver estat resultat d'una major diferenciació entre els estrats de la societat hohokam. El desenvolupament de l'activitat artesanal va poder tenir com a conseqüència una elevació de l'estatus social dels artesans.
Durant aquest període es van construir plataformes similars als basaments piramidals de Mesoamèrica en algunes localitats hohokam, la qual cosa revela una continuïtat en la relació entre els pobles oasiamericans i mesoamericans. Les plataformes hohokam van poder estar associades amb el desenvolupament d'una elit religiosa i van haver de tenir una funció ritual. També és significativa la presència a l'àrea hohokam de certs articles procedents de l'àrea nuclear mesoamericana, com a cascavells de coure, mosaics, miralls d'obsidiana, i aus d'ornat com l'ara.

### Període Clàssic (segle XII-1400/1450)

#### Fase Soho (1150-1300)
La fase Soho es caracteritza per una petita contracció demogràfica a la vall del Gila. Alguns esdeveniments externs van poder desembocar en una major centralització de les comunitats hohokam. Els assentaments de mitjà i gran grandària van concentrar a una major població, i al voltant d'alguns d'ells es van construir muralles perimetrals. Al temps de la contracció demogràfica, també va haver-hi una lleugera disminució en l'activitat agrícola als pobles-ranxeria. El sistema d'irrigació va començar a reduir-se en el nombre de canals, però els que estaven en servei eren majors que en les fases anteriors. És probable que els pobles hohokam s'hagin reorganitzat en lligues regionals amb autoritats superiors que controlaven diversos assentaments. Els edificis del tipus Casa gran com els preservats en Casa Grande (Arizona) són característics dels pobles de gran envergadura. Aquests edificis de pedra o tova probablement van ser destinats per a l'habitatge de l'elit política i religiosa dels hohokam. També sembla probable que hagin estat alineats amb punts notables d'observació astronòmica. El comerç amb Mesoamèrica es va reduir al mateix temps que va haver-hi un creixement de l'intercanvi amb els anasazi i els mogollon.

#### Fase Civano (1300-1400/1450)

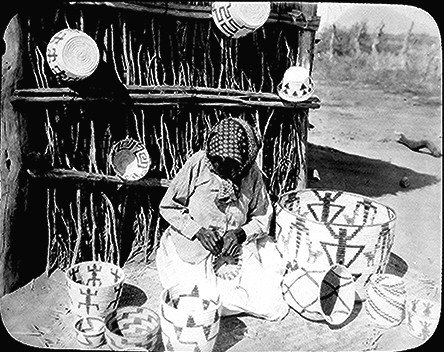
Dona papago teixint una canastra. Se suposa que pàpagos i pimes són descendents dels portadors de la cultura hohokam.

Entre els anys 1350 i 1450, la cultura hohokam va perdre cohesió interna gradualment, i diversos llocs ocupats pels seus portadors van ser abandonats. Aquest fet sembla associat amb la pèrdua de la capacitat productiva de l'agricultura, que ja no permetia la subsistència de grans poblacions humanes en el desert de Sonora. El declivi de l'activitat agrícola està associat amb l'esgotament de l'aigua disponible per a la irrigació, derivats per un descens en el cabal del riu Gila per llargs períodes. Davant aquesta situació ecològica, els hohokam van redissenyar la xarxa de séquies per captar un major percentatge del flux hidrològic, la qual cosa va requerir una major centralització i control polític per sotmetre a les classes treballadores. Prop de l'any 1355, noves catàstrofes ecològiques van semblar donar al trast amb l'autoritat altament centralitzada de la fase Civano.
Entre 1355 i 1450, els hohokam van abandonar els seus principals assentaments i els sistemes d'irrigació. Alguns grups migraren al desert, i uns altres semblen haver buscat refugi en altres zones, especialment l'àrea anasazi i la conca alta del Gila, on van fundar petits assentaments agrícoles. A l'arribada dels espanyols al segle xvi, aquests poblats estaven ocupats per pobles de parla o'odham, que són considerats descendents dels portadors de la cultura hohokam.

## Jaciments arqueològics hohokam
Aquests llocs i museus arqueològics hohokam, llevat el Monument Nacional Hohokam Pima, són oberts al públic:
- Mesa Grande — Mesa, Arizona.[1]
- Monument Nacional Ruïnes de Casa Grande — Coolidge, Arizona. Casa Grande Ruins National Monument
- Monument Nacional Hohokam Pima (Snaketown)— reserva índia Gila River (tancat al públic).[2]
- Parc dels Canals — Mesa, Arizona. Mesa Parks Dept: Park of the Canals Arxivat 2010-05-27 a Wayback Machine.
- Museu Parc Arqueològic Pueblo Grande — Phoenix, Arizona.[3]
- Indian Mesa — Peoria (Arizona)
- Painted Rock Petroglyph Site — Theba (Arizona)
- Parc Regional White Tank Mountain — White Tank Mountains

## Galeria

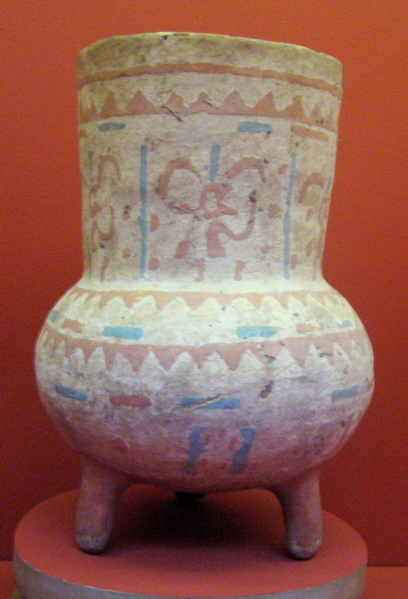
Terrissa hohokam de Casa Grande.
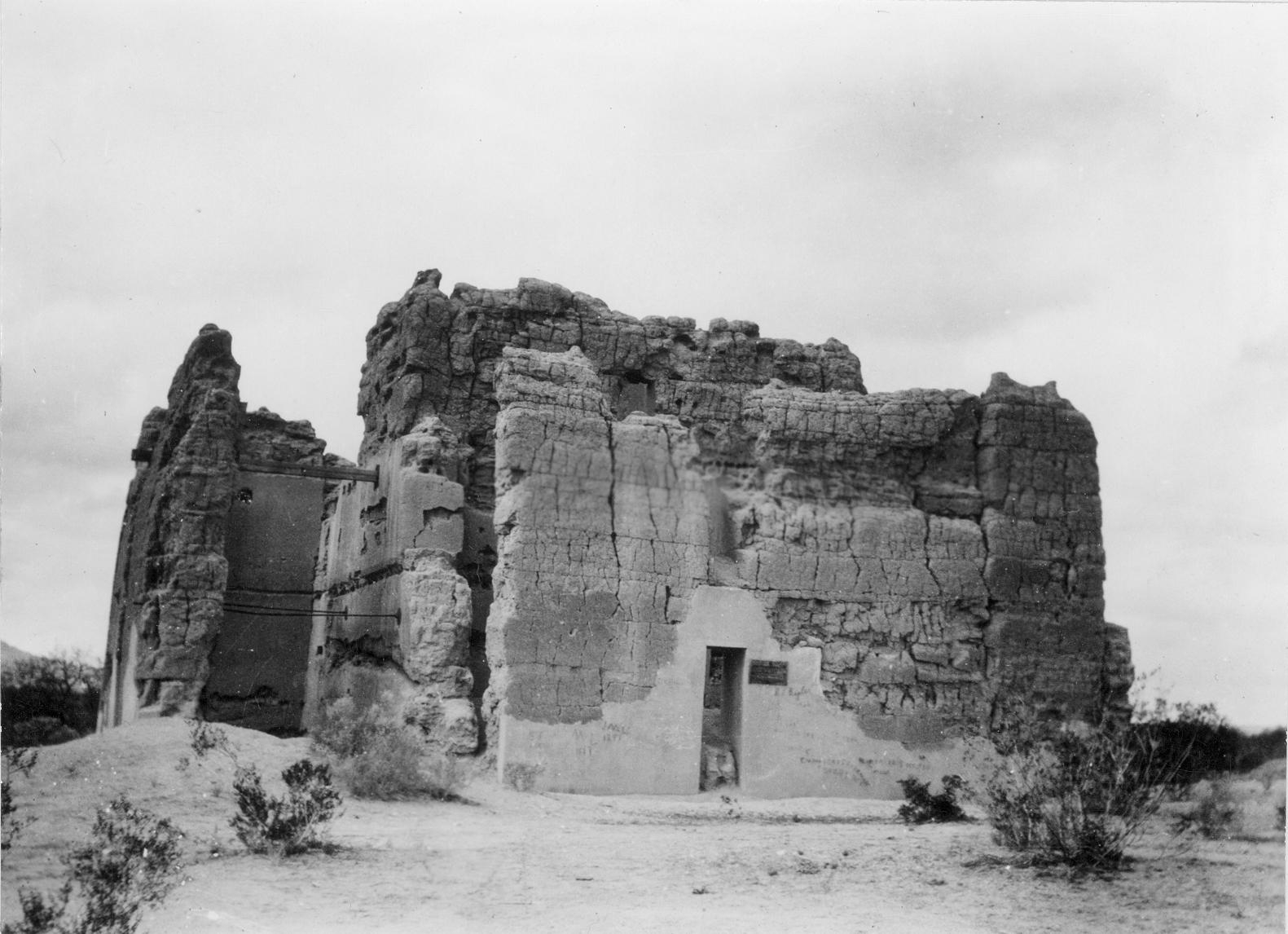
Cantó oriental de Casa Grande.
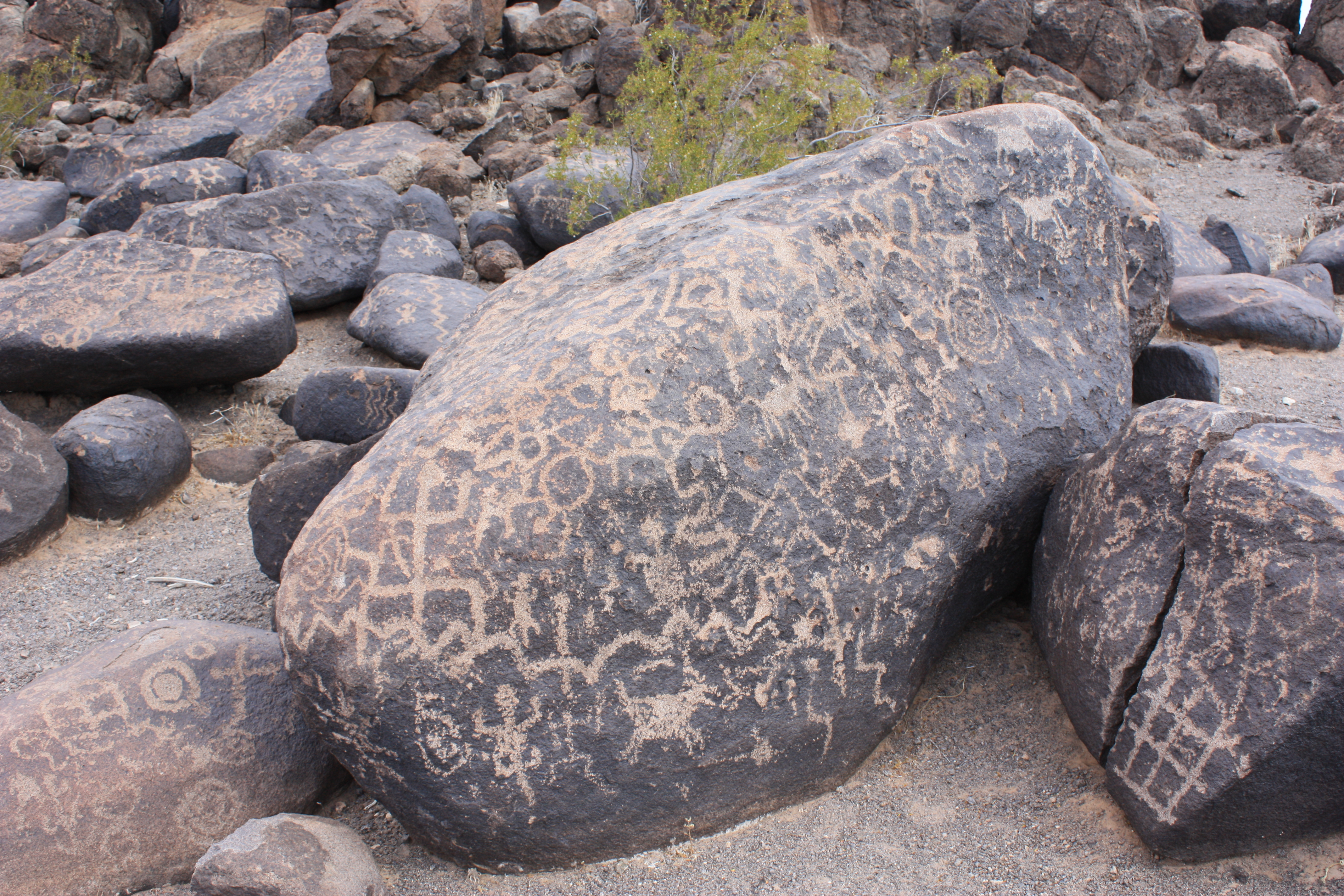
Pinturesa a Painted Rock Petroglyph Site.
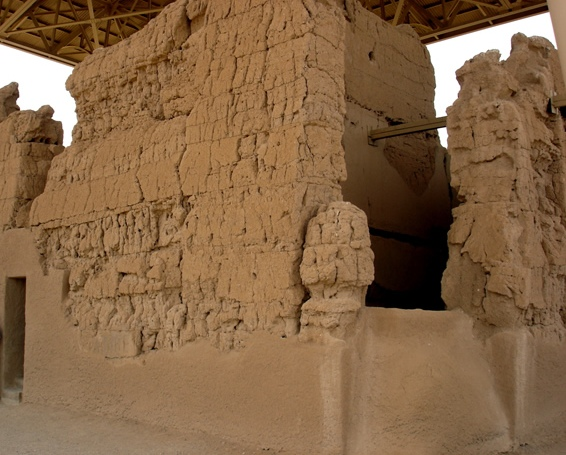
Casa Grande
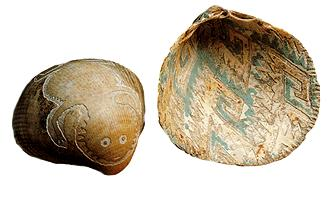
Cloïsses de glycymeris pintades.